# 乘波導引

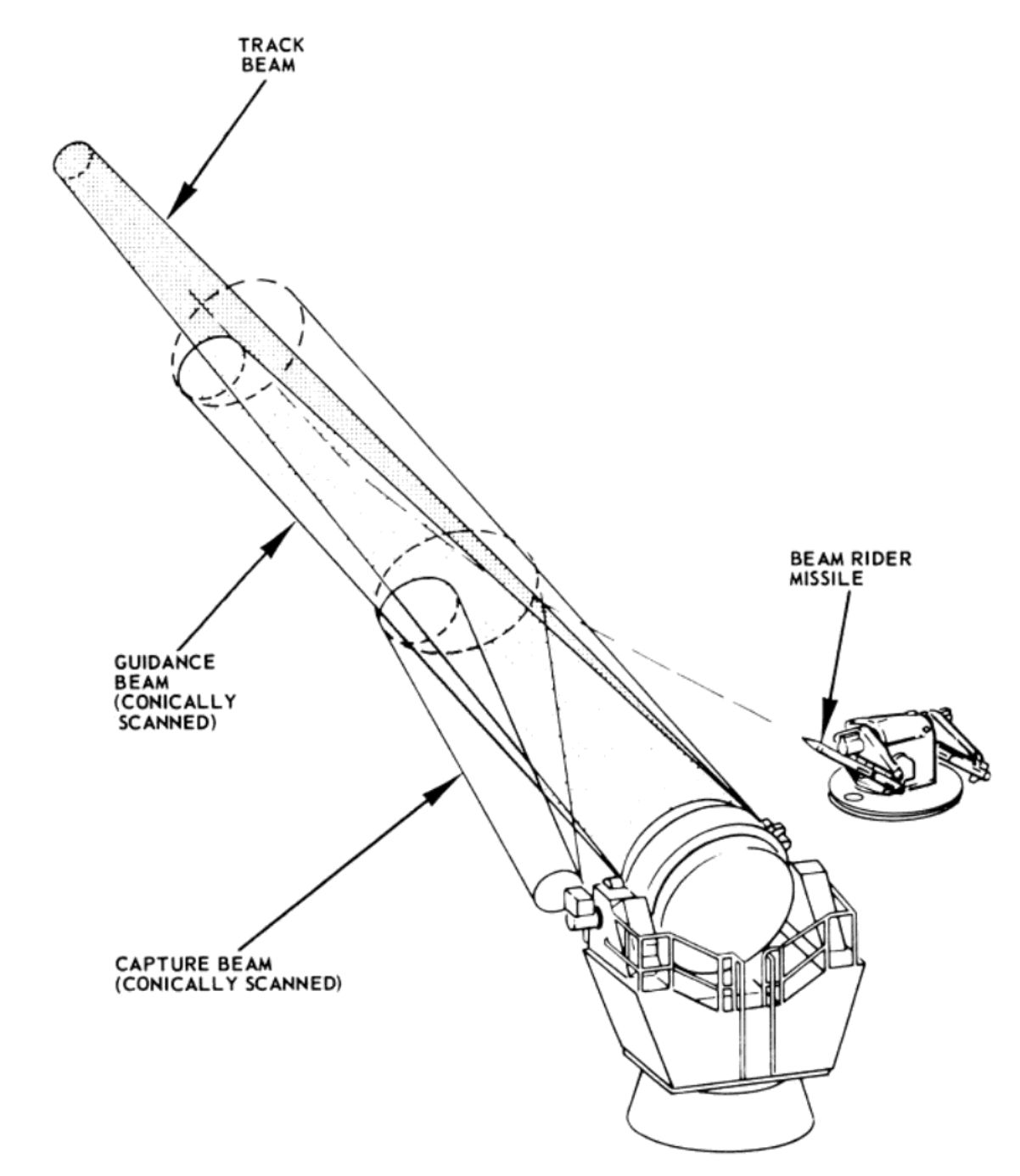
AN/SPG-55射控雷達的乘波導引模式

乘波導引（英語：beam-riding）是一種透過射控雷達的無線電波束或雷射指示器的雷射光束將飛彈引導至目標的技術，可讓飛彈沿著發射的波束飛行。乘波導引是最簡單的導引系統之一，被廣泛用於早期飛彈系統，但由於自身的特性而只能用於短程飛彈導引。

## 特性
乘波導引常被分類於指令導引的半自動視線指令導引體系中，但乘波導引與指令導引的定義本身有相當的差異。指令導引體系的導引由發射器、射控雷達等外部裝置控制，飛彈本身僅通過數據鏈路被動地接收操作指令；而乘波導引飛彈系統的導引裝置及處理器則安裝於飛彈內，並通過持續偵測波束與飛彈的相對位置，從而自行操控飛彈保持在波束中央。由於導引裝置的差異，使得某些通過模仿飛彈尾焰訊號以干擾導引的紅外線干擾器較難對乘波導引飛彈起作用。
發射者在確認目標之後，操作射控雷達或雷射指示器發射導引波束，並持續指向目標、配合目標移動。如此飛彈在發射之後會進入並沿著導引波束飛行，最終抵達位於波束上的目標。乘波導引飛彈的尋標器通常位於飛彈後方，可接收無線電波束或屬於近紅外線光譜的雷射導引波束。由於發射導引波束的雷達必須持續操控指向，因此使用於空對空飛彈方面對飛行員的工作壓力較大，除了少數早期的產品以外，大多數的乘波導引飛彈為陸上或者是艦上系統。乘波導引系統中，由射控雷達產生的無線電導引波束會隨著距離逐漸發散，導致飛彈隨著距離逐漸擺盪飛行，而雷射指示器發射之具有準直光束特性的雷射導引波束則可降低發散效果，且雷射導引波束通常功率較低，僅約雷射測距儀的百分之一，因此較不易觸發雷射告警接收器的警報。
有些雷射導引武器同時具備乘波導引及半主動雷射導引兩種攻擊模式，使發射者能視情況切換為更有效的方式。

## 飛彈系統

### 反戰車飛彈
- ZT3“豹”反坦克导弹（英语：ZT3 Ingwe）
- 马蜂反坦克导弹（英语：Shershen）
- MSS-1.2单兵导弹（英语：MAX 1.2 AC）
- 9M119反坦克導彈
- 9K121旋風反坦克導彈
- 9M123菊花反坦克导弹
- 9M133短號反坦克导弹
- 斯图格纳-P反坦克导弹

### 防空飛彈
- 星光防空导弹
- RBS 70便攜式防空飛彈

### 特殊
- 火闪导弹（空對空飛彈）
- 阿达茨防空反坦克系统（防空反戰車兩用飛彈）

### 引文
1. 1 2 3  Maini & Maini 2015，第79頁.
2. ↑  . Hensoldt.   [15 June 2024]. （原始内容存档于2024-04-06）.
3. 1 2  Maini & Maini 2015，第80頁.
4. 1 2  Richardson & Mubarak 2006，第146頁.
5. ↑  Richardson & Mubarak 2006，第150頁.
6. ↑  Richardson & Mubarak 2006，第V頁.

### 書目
- Maini, Anil Kumar; Maini, Nakul. . Electronics For You. Vol. 3 no. 10. February 2015: 76–83. ISSN 0013-516X （英语）.
- Richardson, Mark; Mubarak, Al-Jaberi.  (PDF) (博士论文). Cranfield University. 28 April 2006  [2024-05-23]. （原始内容存档 (PDF)于2024-03-24） （英语）.